# André Vanderdonckt
André Vanderdonckt, né le 29 février 1908 à Flers-lez-Lille et mort le 5 août 1982 à Wattrelos, est un coureur cycliste français. Il est professionnel de 1927 à 1935.

## Palmarès
- 1928
  - 3e de Paris-Douai
- 1930
  - Paris-Douai
- 1931
  - Grand Prix de Fourmies
  - Paris-Douai
  - 2e du Circuit franco-belge
  - 3e du championnat de France de cyclo-cross
- 1932
  -  Champion de France sur route aspirants
  - Paris-Contres
  - 1re étape du GP Wolber indépendants
  - Paris-Douai
  - Paris-Mortagne
  - 3e de Tourcoing-Dunkerque-Tourcoing
- 1933
  -  Champion de France de cyclo-cross
  - Paris-Contres
  - Paris-Douai
  - Paris-Soissons
  - 3e du championnat de France sur route aspirants
- 1934
  - Paris-Angers
  - Paris-Somain
  - Paris-Verdun
- 1935
  - Paris-Dunkerque
  - Paris-Verdun
  - 2e du Grand Prix de l'Écho d'Alger
  - 2e de Paris-Arras
  - 2e de Paris-Angers
  - 2e de Paris-Lille